# Plato (Minnesota)
Plato es una ciudad ubicada en el condado de McLeod en el estado estadounidense de Minnesota. En el Censo de 2010 tenía una población de 320 habitantes y una densidad poblacional de 352 personas por km².

## Geografía
Plato se encuentra ubicada en las coordenadas 44°46′21″N 94°2′22″O / 44.77250, -94.03944. Según la Oficina del Censo de los Estados Unidos, Plato tiene una superficie total de 0.91 km², de la cual 0.9 km² corresponden a tierra firme y (1.42%) 0.01 km² es agua.

## Demografía
Según el censo de 2010, había 320 personas residiendo en Plato. La densidad de población era de 352 hab./km². De los 320 habitantes, Plato estaba compuesto por el 98.13% blancos, el 0% eran afroamericanos, el 0.31% eran amerindios, el 0.63% eran asiáticos, el 0% eran isleños del Pacífico, el 0.94% eran de otras razas y el 0% pertenecían a dos o más razas. Del total de la población el 0.94% eran hispanos o latinos de cualquier raza.